# Péter Erdő
Péter Erdő, född 25 juni 1952 i Budapest, är en ungersk kardinal och ärkebiskop. Han är sedan år 2002 ärkebiskop av Esztergom-Budapest och Ungerns primas.

## Biografi
Péter Erdő är son till Sándor Erdő och Mária Kiss. Erdő prästvigdes av biskop László Lékai den 18 juni 1975. Han studerade vid Påvliga Lateranuniversitetet, där han avlade doktorsexamen i såväl teologi som kanonisk rätt.
I december 1999 utnämndes Erdő till hjälpbiskop av Székesfehérvár och titulärbiskop av Puppi och biskopsvigdes den 6 januari året därpå av påve Johannes Paulus II i Peterskyrkan. Påven assisterades vid detta tillfälle av Giovanni Battista Re och Marcello Zago. I december 2002 utnämndes Erdő till ärkebiskop av Esztergom-Budapest.
Den 21 oktober 2003 upphöjde påve Johannes Paulus II Erdő till kardinalpräst med Santa Balbina som titelkyrka. Erdő deltog i konklaven 2005, vilken valde Benedikt XVI till ny påve och i konklaven 2013, som valde Franciskus.

## Bilder

Kardinal Erdős titelkyrka
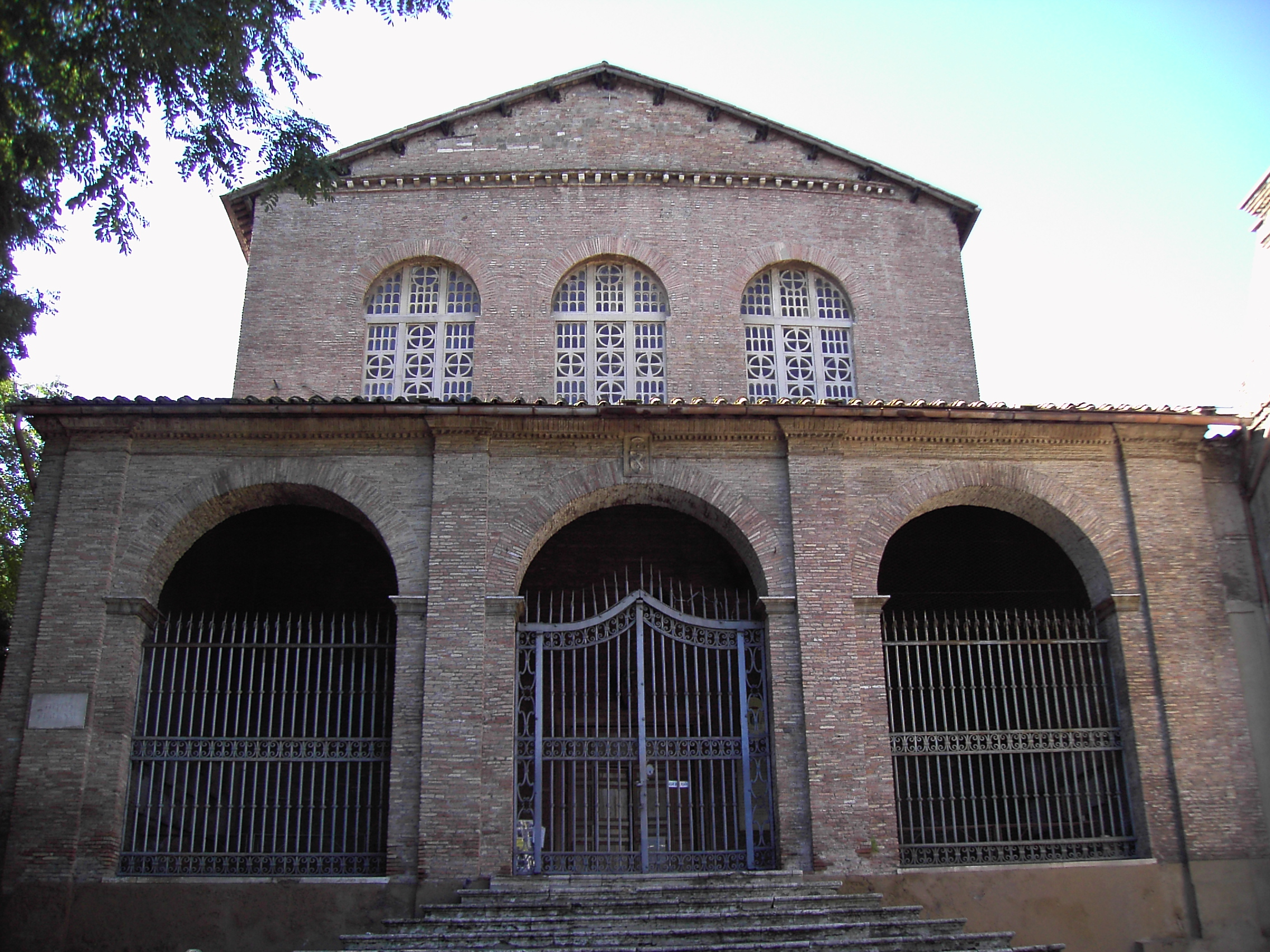
Santa Balbina.

### Webbkällor
- ”ERDŐ, Péter (1952–” (på engelska). The Cardinals of the Holy Roman Church. Salvador Miranda. Arkiverad från originalet den 12 januari 2020. https://archive.today/20200112080043/http://webdept.fiu.edu/~mirandas/bios2003.htm%23Erdo#Erdo. Läst 12 januari 2020.
- ”Péter Cardinal Erdő” (på engelska). Catholic Hierarchy. Arkiverad från originalet den 12 januari 2020. https://archive.today/20200112080548/http://www.catholic-hierarchy.org/bishop/berdo.html. Läst 12 januari 2020.